# Enzo Lefort
Enzo Boris Lefort (Cayenne, 1991. szeptember 29. –) olimpiai, világ- és Európa-bajnok francia tőrvívó.